# チャンパ王の一覧
チャンパ王の一覧（チャンパおうのいちらん）は、チャンパの歴代君主の一覧である。

## 林邑(192-758)

### 第一王朝(192-336)
1. 区連
2. 范熊
3. 范逸

### 第二王朝(336-420)
1. 范文
2. 范仏
3. 范胡達
4. 范敵真
5. 范文敵

### 第三王朝(420-538)
1. 范陽邁1世
2. 范陽邁2世
3. 范神成
4. 范当根純
5. 范諸農
6. 范文款
7. 范天凱
8. 范弼毳跋摩

### 第四王朝(529-758)
1. ルドラヴァルマン1世
2. 范梵志
3. 范頭黎
4. 范鎮龍
5. バドレーシュヴァラヴァルマン
6. イーシャーナヴァルマン
7. ヴィクランタヴァルマン1世
8. ヴィクランタヴァルマン2世
9. ルドラヴァルマン2世

## 環王(758-859)

### 第五王朝(758-859)
1. プリティヴィーンドラヴァルマン
2. サティヤヴァルマン
3. インドラヴァルマン1世
4. ハリヴァルマン1世
5. ヴィクランタヴァルマン3世

## 占城(860-1074)

### 第六王朝(860-903)
1. インドラヴァルマン2世
2. ジャヤ・シンハヴァルマン1世

### 第七王朝(903-986)
1. バドラヴァルマン2世
2. インドラヴァルマン3世
3. ジャヤ・インドラヴァルマン1世
4. パラメーシュヴァラヴァルマン1世
5. インドラヴァルマン4世
6. 劉継宗

### 第八王朝(989-1044)
1. ハリヴァルマン2世
2. シュリーヴィジャヤヴァルマン
3. ハリヴァルマン3世
4. パラメーシュヴァラヴァルマン2世
5. ヴィクランタヴァルマン4世
6. ジャヤ・シンハヴァルマン2世

### 第九王朝(1044-1074)
1. ジャヤ・パラメーシュヴァラヴァルマン1世
2. バトラヴァルマン3世
3. ルドラヴァルマン3世

## 混乱期(1074-1203)

### 第十王朝(1074-1139)
1. ハリヴァルマン4世
2. ジャヤ・インドラヴァルマン2世
3. パラマボディサトヴァルマン
4. ジャヤ・インドラヴァルマン2世（重祚）
5. ハリヴァルマン5世

### 第十一王朝(1139-1145)
1. ジャヤ・インドラヴァルマン3世

### 第十二王朝(1145-1190)
1. ルドラヴァルマン4世
2. ジャヤ・ハリヴァルマン1世
3. ジャヤ・ハリヴァルマン2世
4. ジャヤ・インドラヴァルマン4世

### パーンドゥランガ(1190-1203)
1. スーリヤヴァルマン

### ヴィジャヤ(1190-1192)
1. スーリヤジャヤヴァルマン
2. ジャヤ・インドラヴァルマン5世

1203年から1220年までクメールの支配を受けた。

## 占城(1220-1474)

### 第十二王朝(1220-1318)
1. ジャヤ・パラメーシュヴァラヴァルマン2世
2. ジャヤ・インドラヴァルマン6世
3. インドラヴァルマン5世
4. ジャヤ・シンハヴァルマン3世
5. ジャヤ・シンハヴァルマン4世
6. ジャヤ・シンハヴァルマン5世

1281年から1289年まで元の攻撃を受けた。

### 第十三王朝(1318-1390)
1. 制阿難
2. 茶和布底
3. 阿答阿者（制蓬峩）

### 第十四王朝(1390-1458)
1. 羅皚
2. 巴的吏
3. 摩訶賁該
4. 摩訶貴來
5. 摩訶貴由

### 第十五王朝(1458-1474)
1. 槃羅茶悦
2. 槃羅茶全
3. 槃羅茶遂